# Віден (Швейцарія)
Віден (нім. Widen) — громада  в Швейцарії, в кантоні Ааргау, округ Бремгартен.

## Географія
Громада розташована на відстані близько 85 км на північний схід від Берна, 24 км на схід від Аарау.
Віден має площу 2,6 км², з яких на 40,4% дозволяється будівництво (житлове та будівництво доріг), 41,9% використовуються в сільськогосподарських цілях, 16,2% зайнято лісами, 1,5% не є продуктивними (річки, льодовики або гори).

## Демографія
2019 року в громаді мешкало 3779 осіб (+6,8% порівняно з 2010 роком), іноземців було 16,8%. Густота населення становила 1442 осіб/км².
За віковим діапазоном населення розподілялося таким чином: 20,1% — особи молодші 20 років, 56,6% — особи у віці 20—64 років, 23,3% — особи у віці 65 років та старші. Було 1650 помешкань (у середньому 2,3 особи в помешканні).
Із загальної кількості 885 працюючих 18 було зайнятих в первинному секторі, 184 — в обробній промисловості, 683 — в галузі послуг.